# Nisha Dahiya
Nisha Dahiya Nisha (ur. 18 października 1998) – indyjska zapaśniczka walcząca w stylu wolnym. Olimpijka z Paryża 2024 , gdzie zajęła siódme miejsce w kategorii do 68 kg. Srebrna medalistka mistrzostw Azji w 2023. Druga na MŚ U-23 w 2021 roku.